# Montreuil-sur-Loir
Montreuil-sur-Loir és un municipi francès situat al departament de Maine i Loira i a la regió de País del Loira. L'any 2007 tenia 463 habitants.

## Demografia

### Població
El 2007 la població de fet de Montreuil-sur-Loir era de 463 persones. Hi havia 160 famílies de les quals 24 eren unipersonals (16 homes vivint sols i 8 dones vivint soles), 54 parelles sense fills i 82 parelles amb fills.
La població ha evolucionat segons el següent gràfic:
Habitants censats

### Habitatges
El 2007 hi havia 189 habitatges, 169 eren l'habitatge principal de la família, 11 eren segones residències i 9 estaven desocupats. Tots els 188 habitatges eren cases. Dels 169 habitatges principals, 132 estaven ocupats pels seus propietaris, 32 estaven llogats i ocupats pels llogaters i 5 estaven cedits a títol gratuït; 4 tenien dues cambres, 12 en tenien tres, 39 en tenien quatre i 113 en tenien cinc o més. 138 habitatges disposaven pel capbaix d'una plaça de pàrquing. A 58 habitatges hi havia un automòbil i a 108 n'hi havia dos o més.

### Piràmide de població
La piràmide de població per edats i sexe el 2009 era:
| Homes | Edats   | Dones |
| ----- | ------- | ----- |
| 0     | 95 o +  | 0     |
| 0     | 90 a 94 | 0     |
| 0     | 85 a 89 | 4     |
| 0     | 80 a 84 | 0     |
| 8     | 75 a 79 | 4     |
| 16    | 70 a 74 | 8     |
| 0     | 65 a 69 | 8     |
| 4     | 60 a 64 | 8     |
| 12    | 55 a 59 | 8     |
| 12    | 50 a 54 | 16    |
| 16    | 45 a 49 | 12    |
| 20    | 40 a 44 | 8     |
| 4     | 35 a 39 | 4     |
| 12    | 30 a 34 | 12    |
| 8     | 25 a 29 | 0     |
| 12    | 20 a 24 | 4     |
| 12    | 15 a 19 | 24    |
| 8     | 10 a 14 | 8     |
| 4     | 5 a 9   | 0     |
| 0     | 0 a 4   | 8     |

## Economia
El 2007 la població en edat de treballar era de 312 persones, 242 eren actives i 70 eren inactives. De les 242 persones actives 229 estaven ocupades (125 homes i 104 dones) i 13 estaven aturades (3 homes i 10 dones). De les 70 persones inactives 22 estaven jubilades, 25 estaven estudiant i 23 estaven classificades com a «altres inactius».

### Ingressos
El 2009 a Montreuil-sur-Loir hi havia 173 unitats fiscals que integraven 473 persones, la mediana anual d'ingressos fiscals per persona era de 19.526 €.

### Activitats econòmiques
Dels 16 establiments que hi havia el 2007, 1 era d'una empresa extractiva, 1 d'una empresa de fabricació d'altres productes industrials, 8 d'empreses de construcció, 2 d'empreses de comerç i reparació d'automòbils, 1 d'una empresa d'hostatgeria i restauració, 2 d'empreses de serveis i 1 d'una entitat de l'administració pública.
Dels 3 establiments de servei als particulars que hi havia el 2009, 1 era un guixaire pintor, 1 fusteria i 1 electricista.
L'any 2000 a Montreuil-sur-Loir hi havia 12 explotacions agrícoles que ocupaven un total de 510 hectàrees.

## Poblacions més properes
El següent diagrama mostra les poblacions més properes.